# Meira Delmar
Olga Isabel Chams Eljach, née le 21 avril 1922 à Barranquilla et morte le 18 mars 2009 dans la même ville, connue sous le pseudonyme Meira Delmar, est une poétesse colombienne.

## Biographie

### Vie personnelle
Olga Isabel Chams Eljach naît le 21 avril 1922 à Barranquilla, en Colombie,. Fille d'émigrants libanais, elle a pour père, Julián Élias Chams, né à Almaira, dans le district du Akkar. Il émigre à la fin du XIXe siècle à Haïti puis en Colombie. De son union avec Isabel Eljach, outre Olga qui est la benjamine de la famille, il aura deux autres enfants, William et Alice.

### Carrière littéraire
La jeune Olga Isabel doit son goût pour la lecture, d'abord par imitation puis par ferveur, à son père qui était un lecteur passionné. Elle se souvient de lui, lisant jusque tard dans la nuit, assis sur un fauteuil à bascule. Néanmoins, c'est sa mère qui lui fait découvrir l'univers de la poésie, notamment par le biais du poète libanais Gibran Khalil Gibran à travers son recueil intitulé Le Prophète. Olga voue une admiration, qui perdurera dans le temps, à  Juana de Ibarbourou, Gabriela Mistral et Alfonsina Storni, considérant que ces trois femmes ont constitué « une période miraculeuse » de la poésie latino-américaine. Elle écrit ses premiers poèmes d'amour durant son adolescence alors, qu'à cette époque, l'amour est un sujet tabou dans sa famille d'éducation libanaise traditionnelle. En 1937, alors qu'elle a tout juste quinze ans, elle envoie ses premiers poèmes à la revue cubaine Vanidades de La Habana. Quatre de ses créations, Tú me crees de piedra, Cadena, Promesa et El regalo de la lluvia, sont alors publiées dans la rubrique « Poetisas de América » (Poétesses d'Amérique).

## Œuvres
- Alba de olvido (1942)
- Sitio del amor (1944)
- Verdad del sueño (1946)
- Secreta isla (1951)
- Huésped sin sombra, Antología (1971)
- Reencuentro (1981)
- Laúd memorioso (1995)
- Alguien pasa (1998)
- Pasa El Viento: Antología Poética 1942-1998 (2000)
- Viaje al Ayer (2003)

## Commémorations

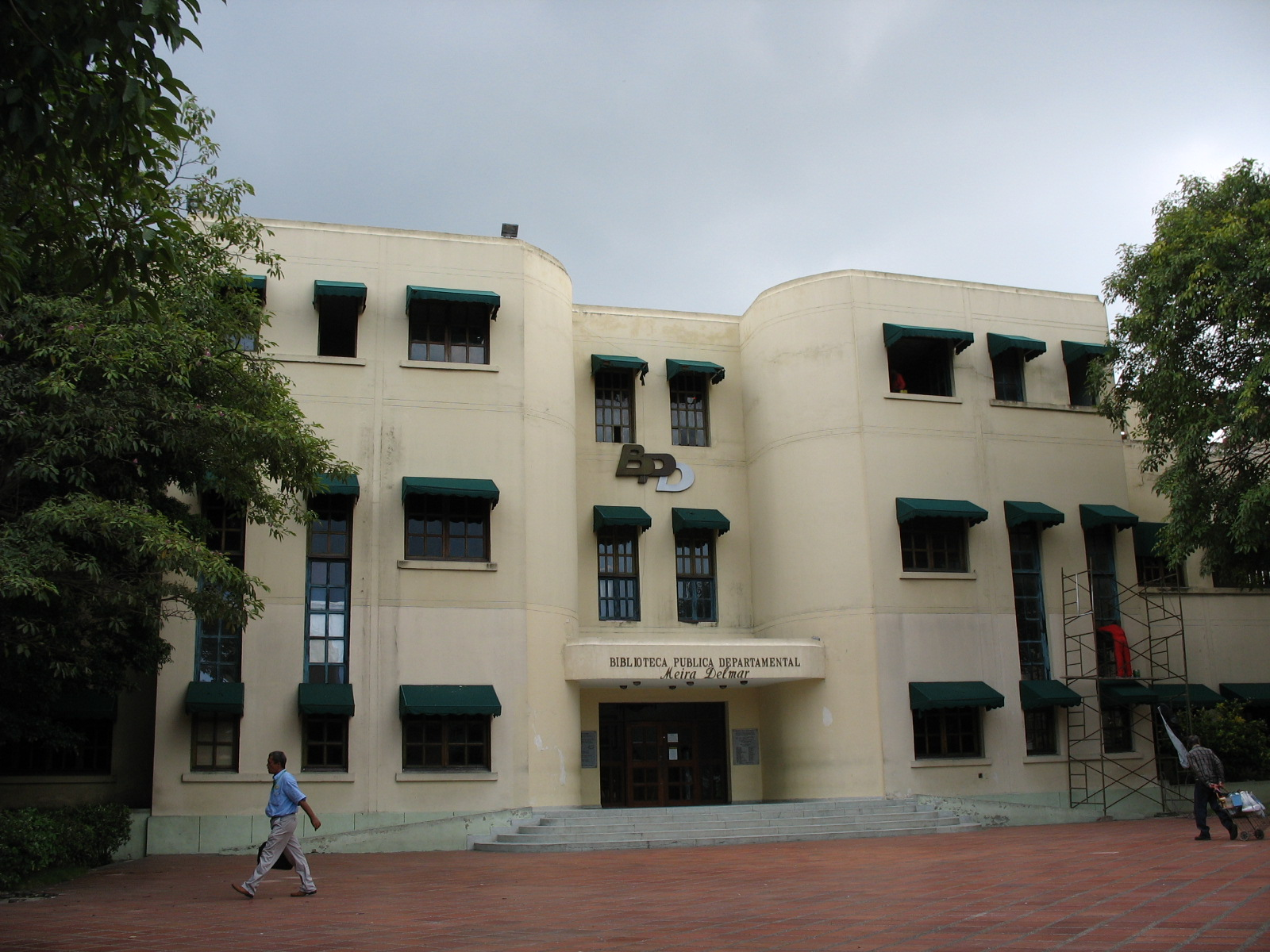
Façade de la bibliothèque publique départementale Meira Delmar.

Le 4 novembre 1998, le gouverneur du département de l'Atlántico, Rodolfo Espinosa Meola, annonce via le décret 000924 de 1998, que la bibliothèque départementale, située à Barranquilla, portera désormais le nom de Meira Delmar. À cette occasion, il déclare que cela « constitue un acte de reconnaissance élémentaire à une femme singulière qui, au-delà de ses vertus poétiques incontestables, incarne un véritable exemple de décence, de finesse et d'exquise sensualité humaine ».